# Мережеві кабелі

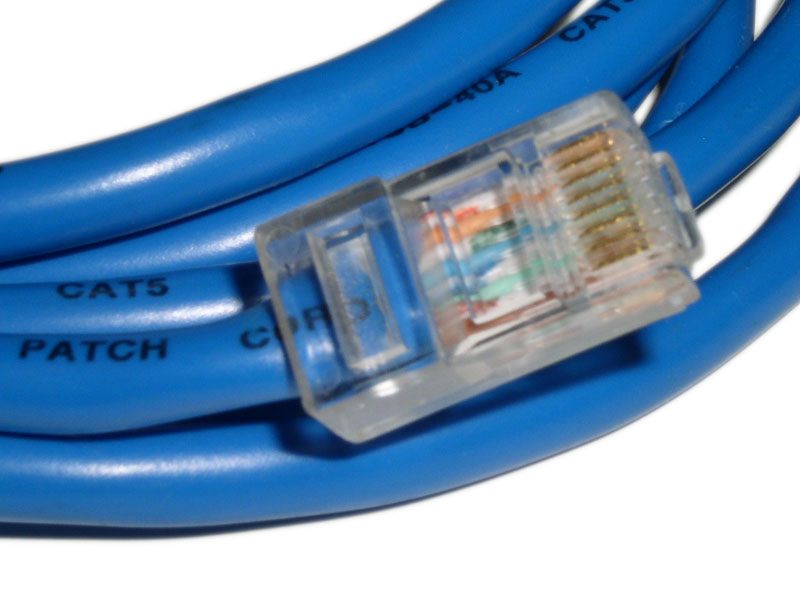
Cat5 мережевий кабель із модульним роз'ємом 8P8C, EIA/TIA-568

Мережеві кабелі використовуються для підключення одного мережного пристрою до інших пристроїв мережі або для з'єднання двох або більше комп'ютерів, для мережевого користування принтером, сканером і т. д. Різні типи мережевих кабелів, як звита пара, оптоволоконний кабель, коаксіальний кабель, використовуються в залежності від топології, протоколів і розміру мережі. Пристрої можуть бути розділені відстанню від кількох метрів (наприклад, через Ethernet) або майже необмеженою відстанню (наприклад, через Інтернет). 
На практиці в більшості мереж застосовуються тільки три основні групи кабелів:
- вита пара (twisted pair):
  - неекранована (unshielded);
  - екранована (shielded);
- оптоволоконний кабель(fiber optic)
- коаксіальний кабель (coaxial cable)

## Вита пара
Найпростіша вита пара (twisted pair) — це два перевитих навколо один одного ізольовані мідні дроти. Існує два типи витої пари:
- неекранована (unshielded) вита пара (UTP)
- екранована (shielded) вита пара (STP).

Декілька витих пар проводів часто поміщають в одну захисну оболонку. Їх кількість в такому кабелі може бути різною. Завивка проводів дозволяє позбавитися електричних перешкод, що наводяться сусідньою парою і іншими зовнішніми джерелами, наприклад двигунами, реле і трансформаторами.

### Неекранована вита пара
Неекранована вита пара (специфікація OBaseT) широко використовується в Л ВС; максимальна довжина сегменту становить 100 м (328 футів).
Неекранована вита пара складається з двох ізольованих мідних дротів. Існує декілька специфікацій, які регулюють кількість витків на одиницю довжини, — залежно від призначення кабелю. У Північній Америці UTP повсюдно використовується в телефонних мережах.
Неекранована вита пара визначена особливим стандартом — Electronic Industries Association and the Telecommunications Industries Association (EIA/TIA) 568 Commercial Building Wiring Standard. EIA/TIA 568, пропонуючи нормативні характеристики кабелів для різних випадків, гарантує одноманітність продукції. Ці стандарти включають п'ять категорій UTP.
Категорія 1.
Традиційний телефонний кабель, яким можна передавати тільки мову, але не дані. Більшість телефонних кабелів, проведених до 1983 року, належить до категорії 1.
Категорія 2.
Кабель, здатний передавати дані з швидкістю до 4 Мбіт/с. Складається з чотирьох витих пар.
Категорія 3.
Кабель, здатний передавати дані з швидкістю до 10 Мбіт/с. Складається з чотирьох витих пар з дев'ятьма витками на метр.
Категорія 4.
Кабель, здатний передавати дані з швидкістю до 16 Мбіт/с. Складається з чотирьох витих пар.
Категорія 5.
Кабель, здатний передавати дані з швидкістю до 100 Мбіт/с. Складається з чотирьох витих пар мідного дроту.
Більшість телефонних систем використовують неекрановану виту пару. Це одна з причин її широкої популярності. При чому звичайно, при будівництві нових будівель UTP кабель прокладають з розрахунку на майбутні потреби. Якщо встановлені під час будівництва дроти розраховані на передачу даних, то їх можна використовувати і в комп'ютерній мережі. Проте треба бути обережним, оскільки звичайний телефонний дріт не має витків, і його електричні характеристики можуть не відповідати тим, які потрібні для надійної і захищеної передачі даних між комп'ютерами.
Однією з потенційних проблем для будь-яких типів електричних кабелів є перехресні перешкоди. Перехресні перешкоди — це електричні наведення, викликані сигналами в суміжних проводах. Неекранована вита пара особливо страждає від перехресних перешкод. Для зменшення їх впливу використовують екран.

### Екранована вита пара
Кабель екранованої витої пари (STP) має мідне обплетення, яке забезпечує надійніший захист від перешкод. Крім того, пара проводів STP обмотані фольгою. В результаті екранована вита пара чудово захищає передавані дані від зовнішніх перешкод.
Все це означає, що STP, в порівнянні з UTP, менше схильна до дії електричних перешкод і може передавати дані з вищою швидкістю і на великі відстані.
Побудувати складну кабельну систему і в той же час спростити роботу з нею Вам допоможе ряд дуже корисних компонентів.
- Розподільні стійки і полички (distribution racks, shelves).

Розподільні стійки і полички призначені для монтажу кабелю. Вони дозволяють централізований організувати безліч з'єднань і при цьому займають порівняно мало місця.
- Комутаційні панелі (patch panels).

Існують різні типи комутаційних панелей. Вони підтримують до 96 портів і швидкості передачі до 100 Мбіт/с.
- З'єднувачі.

З'єднувачі — це одинарні або подвійні розетки RJ-45 на панелях розширення або настінних розетках. Вони забезпечують швидкість передачі до 100 Мбіт/с.
- Настінні розетки.

Настінні розетки мають одне або декілька розеток RJ-45.

## Оптоволоконний кабель
У оптоволоконному кабелі цифрові дані розповсюджуються оптичними волокнами у вигляді модульованих світлових імпульсів. Це відносно захищений спосіб передачі, оскільки при ньому не використовуються електричні сигнали. Отже, до оптоволоконного кабелю неможливо підключитися, не руйнуючи його, і перехоплювати дані, від чого не застрахований будь-який кабель, що проводить електричні сигнали. Оптоволоконні лінії призначені для передачі великих обсягів даних на дуже високих швидкостях, оскільки сигнал в них практично не затухає і не спотворюється.
Оптичне волокно — надзвичайно тонкий скляний циліндр, званий жилою (core). Він покритий шаром скла (оболонкою) з іншим, ніж у жили, коефіцієнтом заломлення. Іноді оптоволокно проводять з пластика. Пластик простіше в монтажі, але він передає світлові імпульси на менші відстані в порівнянні з скляним оптоволокном.
Кожне оптоволокно передає сигнали тільки в одному напрямі, тому кабель складається з двох волокон з самостійними коннекторами. Одне з них служить для передачі, а інше — для прийому. Жорсткість кабелю збільшена покриттям з пластика, а міцність — волокнами з кевлара. На мал. 4.8 представлений приклад покриття з кевлара. Волокна кевлара розташовуються між двома кабелями, ув'язненими в пластик.
Передача оптоволоконним кабелем не чутлива до електричних перешкод і ведеться на надзвичайно високій швидкості (в даний час широко використовується швидкість в 100 Мбіт/с, набуває все більшого поширення швидкість в 1 Гбіт/с і вище). Ним можна передавати світловий імпульс на багато кілометрів.

## Коаксіальний кабель
Не так давно найпоширенішим типом вважався коаксіальний кабель. Це пояснювалося двома причинами. По-перше, він був відносно недорогим, гнучким і зручним в застосуванні, а по-друге, надійним і простим в установці.
Найпростіший коаксіальний кабель складається з мідної жили (core), ізоляції що її оточує, екрану у вигляді металевого обплетення і зовнішньої оболонки. Якщо кабель, окрім металевого обплетення, має і шар фольги, він називається кабелем з подвійною екранізацією. За наявності сильних перешкод можна скористатися кабелем з чотирьохразовою екранізацією. Він складається з подвійного шару фольги і подвійного шару металевого обплетення.
Існує два типи коаксіальних кабелів: тонкий (thinnet) коаксіальний кабель та товстий (thicknet) коаксіальний кабель. Вибір того або іншого типу кабелю залежить від потреб конкретної мережі.

### Тонкий коаксіальний кабель
Тонкий коаксіальний кабель — гнучкий кабель діаметром близько 0,5 см (0,25 дюйма). Він простий в застосуванні і підходить практично для будь-якого типу мережі. Підключається безпосередньо до мережевого адаптера комп'ютера. Деякі типи кабелів покриває металева сітка — екран (shield). Він захищає передавані кабелем дані, поглинаючи зовнішні електромагнітні сигнали, які називаються перешкодами або шумом. Таким чином, екран не дозволяє перешкодам спотворити дані.
Електричні сигнали, що кодують дані, передаються по жилі. Жила — це один дріт (суцільна жила) або пучок проводів. Суцільна жила виготовляється як правило, з міді.
Жила оточена діелектричним (dielectric) ізоляційним шаром, який відокремлює її від металевого обплетення. Обплетення грає роль «землі» і захищає жилу від електричних шумів (noise) і перехресних перешкод (crosstalk). Перехресні перешкоди — це електричні наведення, викликані сигналами в сусідніх проводах.
Провідна жила і металеве обплетення не повинні стикатися, інакше відбудеться коротке замикання і дані руйнуватимуться. Зовні кабель покритий непровідним шаром — з гуми, тефлону або пластика. Коаксіальний кабель стійкіший до перешкод, загасання сигналу в ньому менше, ніж у витій парі. Загасання (attenuation) — це ослаблення сигналу при його проходженні кабелем. Тонкий коаксіальний кабель здатний передавати сигнал на відстань до 185 м (близько 600 футів) без його помітного спотворення, викликаного загасанням.
Виробники кабелів виробили спеціальне маркування для різних типів кабелів. Тонкий коаксіальний кабель належить до групи, яка називається сімейством RG-58; його хвильовий опір дорівнює 50 Ом. Хвильовий опір (impedance) — це опір змінному струму, виражене в Омах. Основна особливість сімейства RG-58 — мідна жила. Вона може бути суцільною або складатись з декількох переплетених проводів. Як вже згадувалось, плетена захисна оболонка поглинає зовнішні електромагнітні сигнали, не дозволяючи їм впливати на передавані по жилі дані, тому коаксіальний кабель можна використовувати при передачі на великі відстані і в тих випадках, коли високошвидкісна передача даних здійснюється на нескладному устаткуванні.

### Товстий коаксіальний кабель
Товстий коаксіальний кабель — відносно жорсткий кабель з діаметром близько 1 см (0,5 дюйма). Іноді його називають «стандартний Ethernet», оскільки він був першим типом кабелю, вживаним в Ethernet, — популярній мережевій архітектурі. Мідна жила цього кабелю товща, ніж у тонкого коаксіального кабелю.
Чим товстіша жила у кабелю, тим більшу відстань здатний подолати сигнал. Отже, товстий коаксіальний кабель передає сигнали далі, ніж тонкий, — до 500 м (близько 1640 футів). Тому товстий коаксіальний кабель іноді використовують як опорний кабель [магістралі (backbone)], який сполучає декілька невеликих мереж, побудованих на тонкому коаксіальному кабелі. Для підключення до товстого коаксіального кабелю застосовують спеціальний пристрій — трансивер (transceiver).
Трансивер забезпечений спеціальним конектором, який названий досить оригінально, — «вампір» (vampire tap) або «пронизуючий відгалужувач» (piercing tap). «Вампір» проникає через ізоляційний шар і вступає в безпосередній фізичний контакт з провідною жилою. Щоб підключити трансивер до мережевого адаптера, треба кабель трансивера під'єднати до порту AUI мережевої плати. Цей з'єднувач відомий також[де?] як DIX-конектор[джерело?] (Digital Intel Xerox), відповідно до назв фірм-розробників, або конектор DB-15.

#### Порівняння двох типів коаксіальних кабелів
Як правило, чим товще кабель, тим складніше його прокладати. Тонкий коаксіальний кабель гнучкий, простий в установці і відносно недорогий. Товстий кабель важко гнути, отже, його складніше вмонтовувати. Це дуже істотний недолік, особливо в тих випадках, коли необхідно прокласти кабель у трубах або жолобах. Товстий коаксіальний кабель дорожчий ніж тонкий, але при цьому він передає сигнали на великі відстані.
Устаткування для підключення коаксіального кабелю.
Для підключення тонкого коаксіального кабелю до комп'ютерів використовуються так звані BNC-конектори (British Naval Connector, BNC). У сімействі BNC виділяють декілька основних компонентів:
BNC-конектор. BNC-конектор або припаюється, або обтискується на кінці кабелю.
Вибір того або іншого класу коаксіальних кабелів залежить від місця, де цей кабель прокладатиметься. Існує два класи коаксіальних кабелів: полівінілхлоридні та пленумні — для прокладки в області пленуму. Полівінілхлорид (скорочення PVC) — пластик, який застосовується як ізолятор або зовнішня оболонка у більшості коаксіальних кабелів. Кабель PVC достатньо гнучкий, його можна прокладати на відкритих ділянках приміщень. Проте при горінні він виділяє отруйні гази. Пленум (plenum) — це невеликий простір між підвісною стелею і перекриттям, звичайно його використовують для вентиляції. Вимоги пожежної безпеки строго обмежують типи кабелів, які тут можуть бути прокладені, оскільки на випадок пожежі виділяються ними дим або гази швидко розповсюджуються по всій будівлі.
Шар ізоляції і зовнішня оболонка пленумного кабелю зроблені із спеціальних вогнетривких матеріалів, які при горінні виділяють мінімальну кількість диму. Це зменшує ризик хімічного отруєння. Крім того, пленумні кабелі можна прокладати відкрито, не вкладаючи в трубу. Проте вони дорожчі і жорсткіші, ніж полівінілхлоридні.